# مسجل ارتفاع السحاب

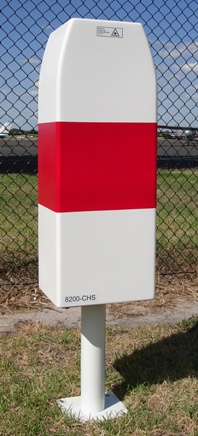
جهاز مسجل ارتفاع السحاب بواسطة الليزر

مقياس السَّماوة أو مسجل ارتفاع السحاب (Ceilometer) هو جهاز يقيس ارتفاع السحب بواسطة الليزر أو أي مصدر ضوئي آخر وذلك من قاعدة السحاب إلى سطح الأرض.
هو جهاز مسجل يستعمل لقياس ارتفاع قاعدة الغيوم المنخفضة، ويسجل ارتفاع قاعدة الغيوم بصورة آلية ومستمرة على مخطط خاص بهذا الجهاز يعرف بالسيلوغرام (ceilogram).

## المصدر
- المعجم الجغرافي المناخي